# Uniformes do São Paulo Futebol Clube

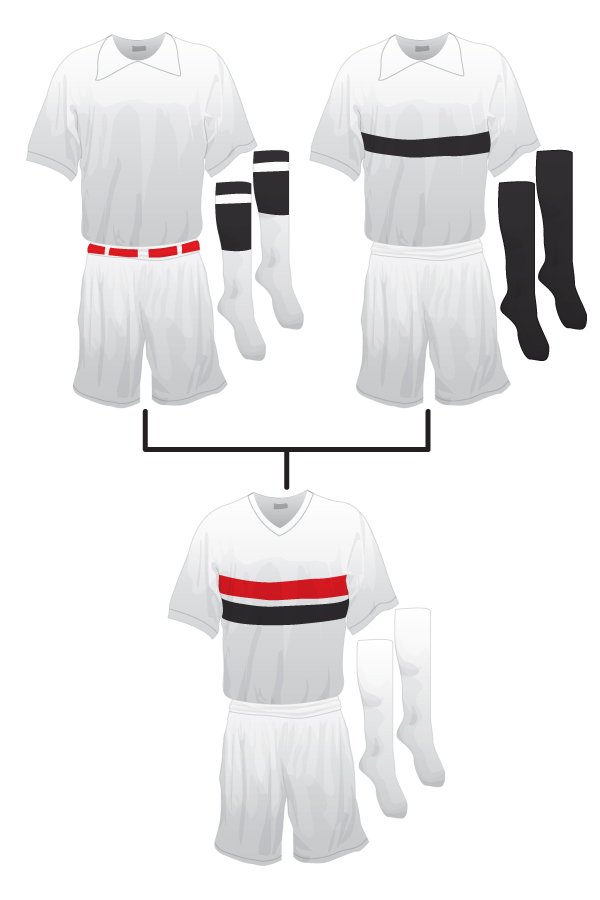
O uniforme do São Paulo surgiu da fusão entre os uniformes do Club Athletico Paulistano — a listra vermelha — e da Associação Atlética das Palmeiras — a listra preta.

Os uniformes do São Paulo Futebol Clube correspondem às vestimentas utilizadas pelos futebolistas da agremiação desde a sua fundação em 1930. O primeiro uniforme simbolizou a união entre Club Athletico Paulistano — a listra vermelha — e Associação Atlética das Palmeiras — a listra preta. Por outro lado, o uniforme reserva, composto alternadamente por faixas verticais em vermelhas, brancas, pretas e novamente brancas, somente surgiu dois anos depois da fundação. As vestimentas também apresentam o emblema denominado "coração de cinco pontas", juntamente com cinco estrelas (duas douradas e três vermelhas) que representam as maiores condecorações do clube.
A manutenção da estrutura dos uniformes é estatutária, mas algumas modificações foram feitas ao longo dos tempo. O uniforme principal do São Paulo, no que diz respeito à estética, variou pouco desde 1930, estando suas principais mudanças na largura das faixas centrais, além de detalhes — tais como frisos e listras — nas golas, mangas e meiões. No segundo uniforme, as alterações foram um pouco mais contundentes, porém sempre mantendo a estrutura de listras verticais alternadas em preto, branco, vermelho e branco. Os calções e meiões foram modificados e passaram de brancos — seguindo o primeiro uniforme — a vermelhos e posteriormente a pretos, além de possuírem peculiaridades de frisos e listras tal qual o uniforme titular. Vestimentas alternativas também foram lançadas por motivos promocionais ou comemorativos, o São Paulo também atuou em partidas específicas com uniformes de outras agremiações por necessidade.

## Estrutura

### Emblema

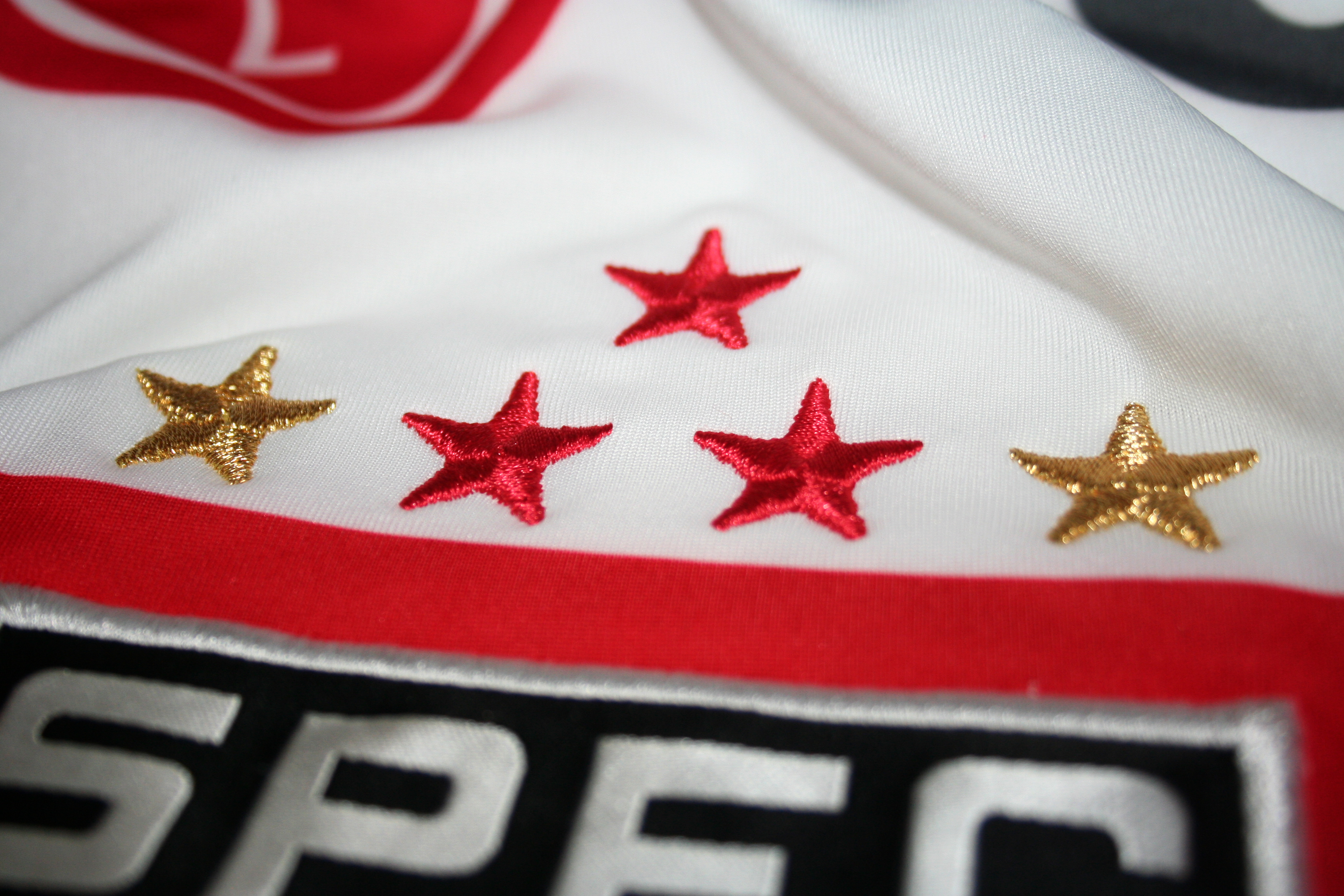
Estrelas localizadas acima do escudo do clube.

O emblema do São Paulo é denominado "coração de cinco pontas" e foi concebido poucos dias após o marco inicial de 26 de janeiro de 1930. O desenho foi obra do alemão Walter Ostrich, com a colaboração de um dos fundadores do clube, Firmiano de Morais Pinto Filho. Segundo a definição do Estatuto Social de 2008, o escudo é descrito como:
O emblema é composto por um triângulo isósceles com o lado superior maior encimado por um retângulo, com altura equivalente a metade da lateral do triângulo, fundo preto e as letras SPFC, tipo mensageiro "courier", em branco. No interior do triângulo acima descrito, uma faixa branca central com ¼ da lateral menor, ladeado por um triângulo escaleno vermelho e outro preto, nessa ordem".
De acordo com o website do São Paulo, o formato do emblema é único e, na época, inédito pois não há qualquer registro de semelhantes existente antes de 1930. A manutenção da estrutura é estatutária, mas algumas modificações foram feitas ao longo dos tempos, como a mudança no acrônimo e a inclusão de insígnias em forma de estrelas que representam as maiores condecorações do clube. As estrelas douradas correspondem aos feitos de Adhemar Ferreira da Silva nos Jogos Olímpicos de 1952 e Pan-Americanos de 1955. Já as estrelas vermelhas representam os títulos mundiais de 1992, 1993 e 2005.

### Uniforme titular

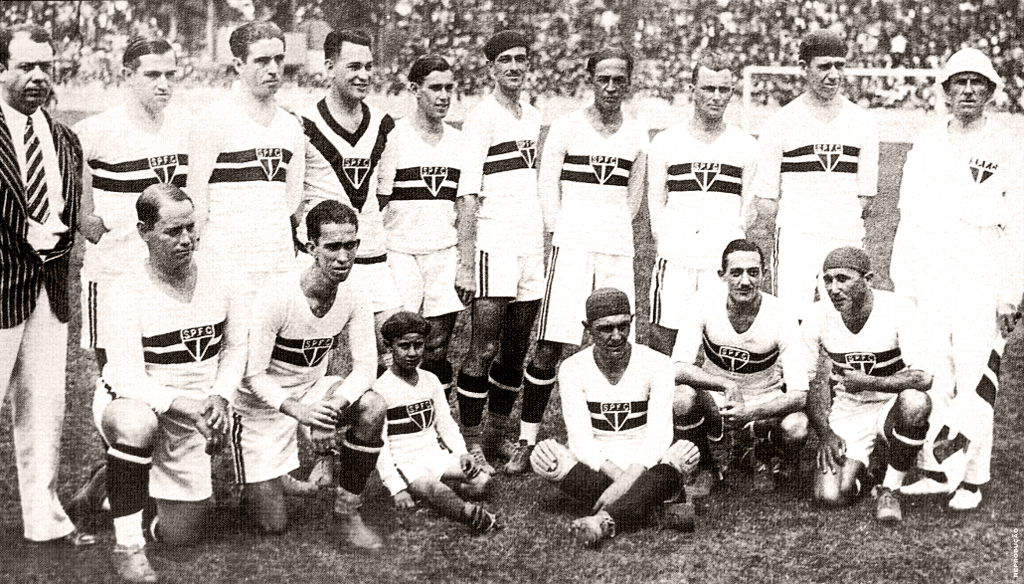
Primeiro time do São Paulo.

O surgimento do uniforme titular do São Paulo remete-se à data de fundação do clube (1930). Único em sua origem, o uniforme é inspirado na junção das camisas do Club Athletico Paulistano — a listra vermelha — e da Associação Atlética das Palmeiras — a listra preta. Dessa maneira foi criado um uniforme que simbolizasse a união dos clubes, conciliando com as cores do estado ao qual pertencem.
O conjunto foi confeccionado na loja Esportes Moura, pelo conselheiro Mourinha. Inicialmente, o calção tinha detalhes em vermelho enquanto os meiões eram pretos com faixas brancas. Posteriormente, esses detalhes foram excluídos e o conjunto passou a ser totalmente branco. Em 1983, o uniforme passou a ter a faixa branca mais estreita deixando, dessa maneira, as faixas vermelha e preta mais próximas. A proporção da distância entre as faixas continua a mesma até os dias atuais.

### Uniforme reserva

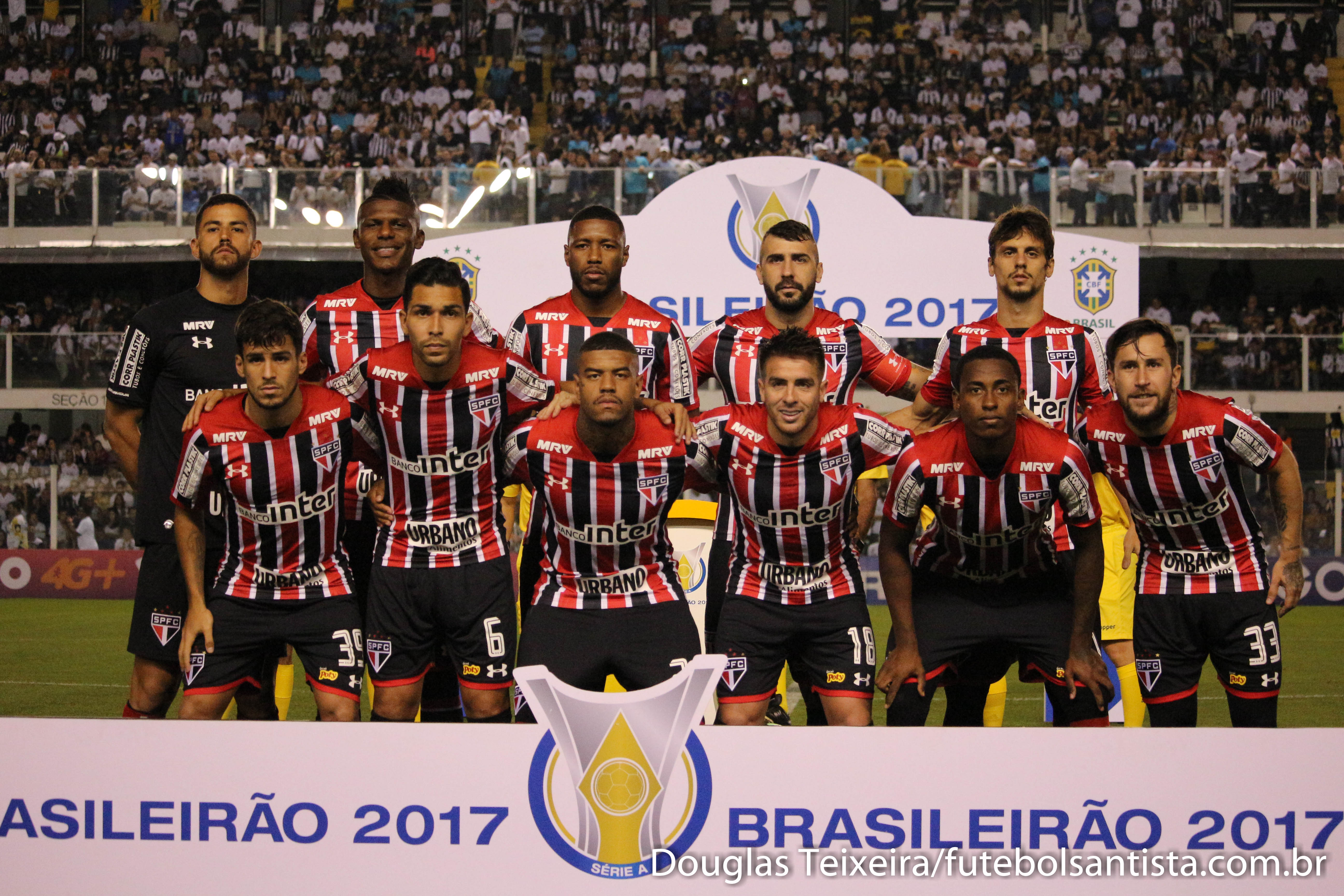
Atletas do São Paulo com a camisa reserva (julho de 2017).

A segunda vestimenta do São Paulo surgiu somente dois anos depois da fundação do clube. Antes disso, a equipe atuava somente com seu uniforme titular, mesmo em jogos como visitante contra adversários que vestiam camisas brancas. Porém a equipe atuou com a antiga camisa da Associação Atlética das Palmeiras - totalmente preta, com golas e mangas brancas - em um amistoso contra os Estados Unidos realizado em 1930.
O uniforme reserva é composto alternadamente por faixas verticais em vermelhas, brancas, pretas e novamente brancas, a camisa estreou em um clássico contra o Santos no dia 29 de maio de 1932. Araken Patusca, Luizinho e Armandinho (dois gols) foram os responsáveis pelos tentos da goleada aplicada no rival (4–0). O primeiro modelo apresentava finas faixas verticais e não havia o escudo do clube. Este, por sua vez, somente foi inserido em 9 de julho de 1933, novamente em uma goleada sobre o Santos.
Apesar da estrutura principal ser mantida, ocorreram modificações ao longo dos anos. O conjunto original - camisa listrada, meias e calção branco - foi alterado em 1996, quando a FIFA adotou novos critérios. Por causa disso, a cor vermelha passou a predominar nos calções e meiões; contudo, no mesmo ano, substituíram pelo conjunto de cor preta. Já em 2017, o modelo da Under Armour apresentou as faixas verticais até a altura dos ombros. Popularizado como o uniforme de visitante do São Paulo, a camisa listrada ficou marcada em diversos momentos da história do clube, incluindo o título da Taça Libertadores da América de 1993.

### Uniformes alternativos
Apesar do estatuto do clube não permitir a existência de terceiro uniforme, o São Paulo apresentou várias vestimentas alternativas ao longo dos anos. A primeira camisa alternativa do São Paulo foi lançada por volta de 1940. Considerada oficialmente o terceiro uniforme do clube, a camisa apresentava listras verticais pretas e brancas, com detalhes vermelhos na gola e nas mangas. Mais de vinte anos depois, o conselheiro Paulo Planet Buarque criou um terceiro uniforme três faixas verticais largas de cor preta, branca e vermelha. Na década de 1980, duas camisas completamente branca foram confeccionadas com mudanças somente nas mangas. Nas duas últimas décadas, o São Paulo lançou camisas comemorativas em homenagem à outras agremiações ou seleções. A Reebok, antiga fornecedora de materiais esportivos, inclusive, lançou duas camisas especiais para o torcedor.
O clube também usou uniformes de outras agremiações em partidas específicas por necessidade. A primeira ocorreu na decisão do Torneio Cidade de Florença de 1964, quando o roupeiro esqueceu Ferrari esqueceu os uniformes e, naquela situação, não seria mais possível buscá-los por causa de uma forte chuva que fez com que o rio Arno transbordasse. A Fiorentina emprestou sua vestimenta com a qual o São Paulo se sagrou campeão do torneio. Cinco anos depois, o clube enfrentou o Real Madrid pelo Troféu Colombino. Naquela ocasião, o São Paulo entrou em campo com o uniforme do Recreativo de Huelva pois o segundo uniforme estava indisponível. A última ocasião foi na Libertadores de 1978, quando enfrentou o Palestino. A equipe chilena jogava com a camisa semelhante ao primeiro uniforme do São Paulo - branca com três faixas na altura do peito - e por isso, o clube usou a camisa do Unión Española.

### Evolução do uniforme
- A tabela tem funcionalidade de apresentar informações enciclopédicas e visuais de forma resumida, apresentando modelos simplificados sem inclusão de símbolos ou marcas patrocinais. Por conseguinte, mudanças menores e atualizações a cada temporada devem ser evitadas.

## Patrocinadores

### Atuais
New Balance

 Superbet

 Ademicon

 Socios.com

 Tricolor Chip

 ABC da Construção

 Brahma

 VR Collezioni

 Volvo

 TNT Energy Drink

### Principais
Apenas em janeiro de 1982 é que o Conselho Nacional de Desportos passou a permitir patrocínios em camisas de clubes de futebol, porém apenas para partidas no exterior. Ainda no mesmo ano o patrocínio estampado na camisa acabou permitido para jogos em território nacional, dessa maneira o São Paulo ostentou a Cofap como patrocinadora do time na final do Campenato Paulista de 1982.
A LG Electronics teve sua marca exposta na frente e atrás da camisa até 15 de janeiro de 2010 com valores próximos a 18 milhões de reais anuais — contanto o aditamento do contrato anterior no valor de 16 milhões mais a atualização monetária pelo IGP-M —, o que o credenciava a um dos maiores contratos de patrocínio do Brasil em 2009. O time teve com o patrocínio da LG a sua mais duradoura parceria, uma vez que ficou por nove anos como patrocinador. Antes dela, a TAM é que havia ficado por mais tempo na camisa do time, quatro anos.
Em 2010 o tricolor paulista começou o ano sem patrocinador o time e ficou assim até setembro, quando o São Paulo anunciou uma parceria com o Banco BMG, porém nesse meio tempo o São Paulo fez contratos pontuais com a Hypermarcas, que utilizou a logomarca Bozzano ou Assolan no peito e Zero-Cal nas mangas para determinadas partidas. Além disso, na partida de ida das semi-finas da Libertadores 2010, contra o Internacional, o uniforme tricolor estampou o logotipo do Criança Esperança, sem receber nada por isso e na partida do dia 15 de agosto de 2010, contra o Cruzeiro foi estampada o nome de 18 Sócios Torcedores,que faziam aniversário no dia, no uniforme são-paulino. Em 2012 o São Paulo começou novamente o ano sem nenhum patrocinador principal após a não renovação com o Banco BMG. Após oito meses de camisa "limpa" o São Paulo anunciou uma parceria com a Semp Toshiba para patrocinar o clube até dezembro de 2014 por R$ 23 milhões anuais. Mas a Semp Toshiba encerrou a parceria após a Copa do Mundo de 2014. Em junho de 2021, a Sportsbet.io fechou o acordo como “patrocinador master” do São Paulo Futebol Clube até 2024. O valor do contrato com duracao de 3 anos e meio não foram oficialmente divulgados.

### Mangas
O São Paulo fechou um contrato no dia 6 de julho de 2009 com a LG Display para as mangas da camisa que estampará o nome de uma tecnologia da marca, o In-Plane Switching. O acordo demorou cerca de quatro meses para ser fechado por conta de um entrave sobre o tamanho do logotipo a ser estampado, o clube chegou a rejeitar diversas propostas por conta disso. No final, somando os valores do patrocínio principal da LG Eletronics — pouco menos de 18 milhões de reais anuais — e da LG Display — em torno de 3 milhões de reais anuais —, o clube arrecadará por ano cerca de 20 milhões de reais somente na camisa em uma parceria que durará até fevereiro de 2010.
Juntando-se os patrocinadores da camisa mais os laboratórios Aché e a Volkswagen — que são responsáveis por promoções e backdrops — a conta tricolor chega aos 30 milhões anuais, a maior receita de um clube brasileiro. O clube recebeu, inclusive, sondagens antes de outros clubes para espaços em diversos lugares do uniforme, mas refutou qualquer tentativa de modo a não poluir o uniforme.
Em maio de 2010 São Paulo FC oficializa parceria pontual com a Bombril até o final da Libertadores do mesmo ano e em março de 2011 o São Paulo fechou com o grupo Multi que escolheu a escola de idiomas Yázigi para estampar sua logomarca nas mangas até o final do ano. Em 2012 o tricolor renovou com o grupo Multi, mas para este ano a rede de ensino utilizada foi a Wizard até o fim do Campeonato Paulista de Futebol de 2012,
porém com o sucesso da parceria o contrato foi renovado até dezembro de 2014.

### Outros
Além dos patrocinadores da camisa, o clube tricolor mantém alguns outros contratos de valores mais baixos. Entre eles estão Volkswagen, Aché, FEMSA, TAM, Habib's, Visa e Life Fitness. Além disso, possui diversas parcerias para alavancar recursos para o clube e que incluem, além da Volkswagen e Aché, a Applebee's e a Associação Brasileira da Indústria Hoteleira (ABIH) que rendem ao clube cerca de 20 milhões de reais anuais.
Em janeiro de 2011 o São Paulo acertou com a operadora TIM para estampar a sua marca dentro dos números, o contrato vai até o final de 2013 e o tricolor reberá R$ 3 milhões por ano
e em 19 de maio de 2011 o São Paulo anunciou um novo patrocinador, a ALE, que estampará sua logomarca na parte superior frontal das camisas e no calção dos uniformes por R$ 2,2 milhões até o final de 2011.
Também em 2011 a Visa foi a patrocinadora pontual na estreia do pentacampeão mundial Rivaldo na partida contra o Linense válida pelo Paulistão 2011 e do atacante Luis Fabiano. Em 1 de abril de 2016 o São Paulo acertou um patrocínio Rock & Ribs para estampar a marca no calção, o contrato de patrocínio se estende também com um restaurante no Morumbi Concept Hall.

### Fornecedores de material esportivo
O São Paulo era o responsável pelo próprio material até 1960. Nas duas décadas seguintes, o clube teve seis fornecedores: Athleta, HerinGol, Scratch, Penalty, Terres e Dell'erba. Em 1981, a francesa Le Coq Sportif se tornou a primeira empresa a ter seu logotipo representado nos uniformes da equipe — o vínculo terminou em 1984. Por mais de quinze anos, o São Paulo teve apenas duas empresas fornecendo seus materiais, Adidas (1985–1991 e 1996–1999) e Penalty (1991–1996 e 1999–2002).
No início de 2003, a Topper assumiu a responsabilidade de fornecer o material esportivo. O vínculo permaneceu até dezembro de 2005, quando o São Paulo triunfou sobre o Liverpool. Após a conquista do título mundial, o clube assinou o contrato com a Reebok. O contrato entre ambos foi renovado de forma antecipada por duas ocasiões, e perdurou até 31 de dezembro de 2012. A Penalty foi escolhida como a fornecedora de material esportivo após o término do vínculo de seis anos com a Reebok. Na época, o contrato foi anunciado pelo clube como "o maior acordo de fornecimento de material esportivo da história do São Paulo", rendendo mais de 35 milhões de reais por ano, porém uma série de reclamações resultaram na interrupção do mesmo em abril de 2015. Antes da rescisão com a empresa brasileira, a Under Armour assinou um contrato de cinco anos com o São Paulo. A empresa norte-americana, no entanto, tentou negociar uma redução nos valores definidos; o contrato foi rescindido em dezembro de 2017. Seis meses depois, a Adidas foi anunciada como nova fornecedora — vínculo que permaneceu até dezembro de 2023. No final de 2023, o São Paulo anunciou uma nova parceira para os próximos 3 anos, a New Balance como nova fornecedora de material esportivo para o clube.
| Período   | Patrocínio     | Ref.   |
| --------- | -------------- | ------ |
| 1960–1967 | Athleta        | [ 75 ] |
| 1968–1972 | HerinGol       | [ 75 ] |
| 1972–1973 | Scratch        | [ 75 ] |
| 1974–1977 | Penalty        | [ 75 ] |
| 1977      | Terres         | [ 75 ] |
| 1978–1980 | Dell’erba      | [ 75 ] |
| 1981–1984 | Le Coq Sportif | [ 75 ] |
| 1985–1991 | Adidas         | [ c ]  |
| 1991–1996 | Penalty        | [ d ]  |
| 1996–1999 | Adidas         | [ e ]  |

| Período       | Patrocínio   | Ref.  |
| ------------- | ------------ | ----- |
| 1999–2002     | Penalty      | [ f ] |
| 2003–2005     | Topper       | [ g ] |
| 2006–2012     | Reebok       | [ h ] |
| 2013–2015     | Penalty      | [ i ] |
| 2015–2018     | Under Armour | [ j ] |
| 2018–2023     | Adidas       | [ k ] |
| 2024–presente | New Balance  | [ l ] |